# 司法院院長
司法院院長，是中華民國司法院的首長，並任司法院大法官與憲法法庭審判長，依據中華民國憲法規定，由總統提名，監察院同意任命。民國八十一年修憲後，同意權改由國民大會行使。民國八十九年修憲廢除國民大會後，同意權改由立法院行使。依據現行《中華民國憲法增修條文》第五條第二項但書規定，不受任期之保障（一般而言，大法官任期為八年，司法院院長的任期最長可達八年），為確保法官超然於黨派及保持司法獨立，自1999年起的院長及副院長均為無黨籍。現任院長為謝銘洋大法官代理。

## 歷任院長

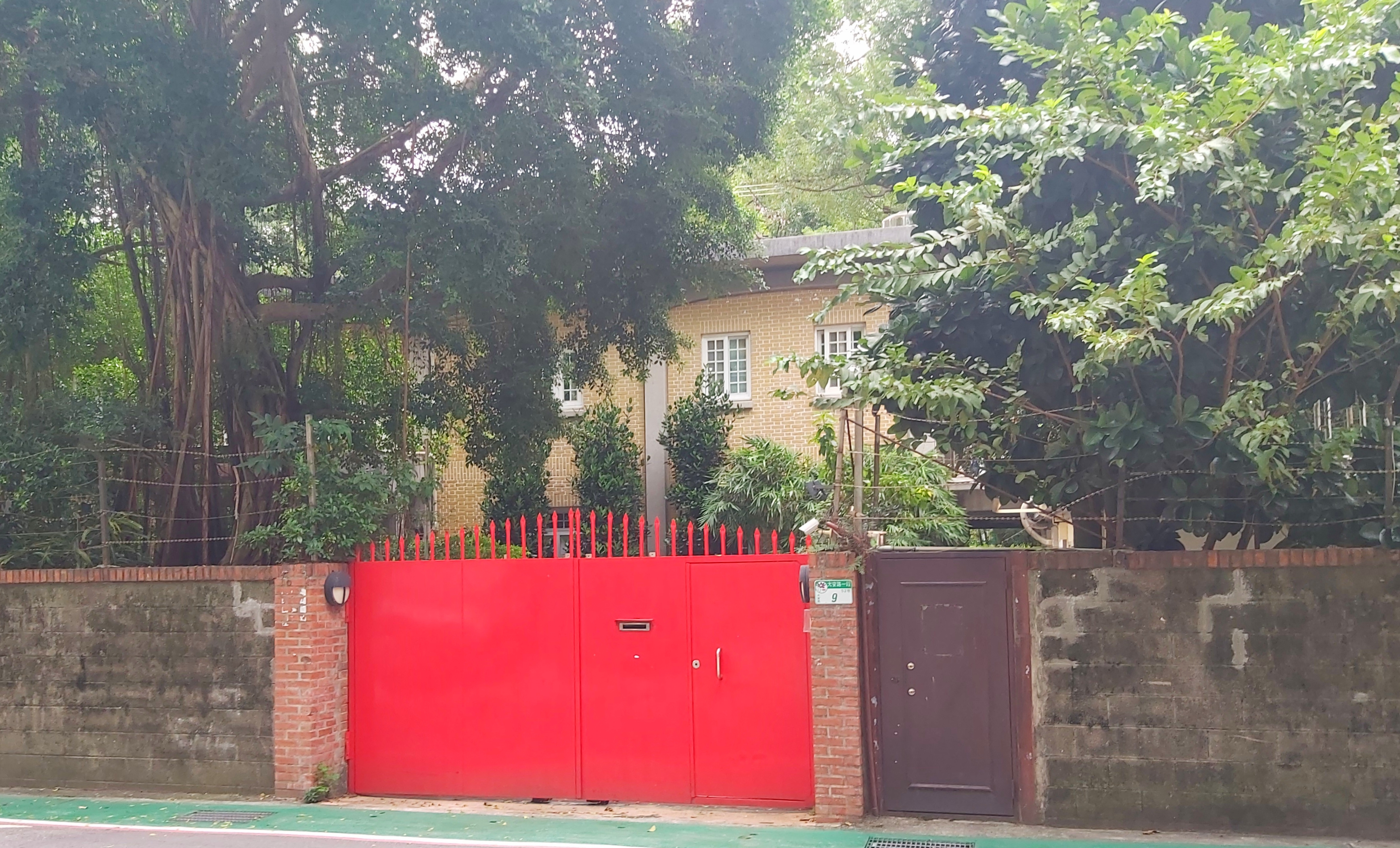
1998年以來的司法院院長官邸，由王寵惠之子、建築師王大閎設計興建於1950年代，首位入住的院長為施啟揚，該建築原為其1988年出任行政院副院長時的官舍。

### 行憲前
|      |      |                    |                |                |            |  |  |
| 任次 | 肖像 | 姓名               | 任職期間       | 任職期間       | 政黨       |  |  |
| 任次 | 肖像 | 姓名               | 到任時間       | 卸任時間       | 政黨       |  |  |
| 1    |      | 王寵惠 (1881–1958) | 1928年10月8日  | 1931年12月29日 | 中國國民黨 |  |  |
| 2    |      | 伍朝樞 (1887–1934) | 1931年12月29日 | 1932年5月21日  | 中國國民黨 |  |  |
| 3    |      | 居正 (1876–1951)   | 1932年5月21日  | 1948年6月24日  | 中國國民黨 |  |  |

### 行憲後
|      |               |                    |                |                |            |  |  |
| 任次 | 肖像          | 姓名               | 任職期間       | 任職期間       | 政黨       |  |  |
| 任次 | 肖像          | 姓名               | 到任時間       | 卸任時間       | 政黨       |  |  |
| 1    |               | 王寵惠             | 1948年6月24日  | 1958年3月15日  | 中國國民黨 |  |  |
| －   |               | 謝冠生 (1897–1971) | 1958年3月18日  | 1958年6月10日  | 中國國民黨 |  |  |
| 2    | 1958年6月10日 | 謝冠生 (1897–1971) | 1971年12月1日  |                | 中國國民黨 |  |  |
| 3    |               | 田炯錦 (1899–1977) | 1971年12月1日  | 1977年3月30日  | 中國國民黨 |  |  |
| 4    |               | 戴炎輝 (1908–1992) | 1977年4月14日  | 1979年6月14日  | 中國國民黨 |  |  |
| 5    |               | 黃少谷 (1901–1996) | 1979年6月14日  | 1987年4月17日  | 中國國民黨 |  |  |
| 6    |               | 林洋港 (1927–2013) | 1987年4月17日  | 1994年8月20日  | 中國國民黨 |  |  |
| 7    |               | 施啟揚 (1935–2019) | 1994年8月20日  | 1999年1月26日  | 中國國民黨 |  |  |
| －   |               | 呂有文 (1926–1999) | 1999年1月26日  | 1999年1月31日  | 無黨籍     |  |  |
| 8    |               | 翁岳生 (1932–)     | 1999年2月1日   | 2007年10月1日  | 無黨籍     |  |  |
| 9    |               | 賴英照 (1946–)     | 2007年10月1日  | 2010年7月18日  | 無黨籍     |  |  |
| －   |               | 謝在全 (1944–)     | 2010年7月18日  | 2010年10月13日 | 無黨籍     |  |  |
| 10   |               | 賴浩敏 (1939–)     | 2010年10月13日 | 2016年10月31日 | 無黨籍     |  |  |
| 11   |               | 許宗力 (1956–)     | 2016年11月1日  | 2024年10月31日 | 無黨籍     |  |  |
| －   |               | 謝銘洋 (1957–)     | 2024年11月1日  | 現任           | 無黨籍     |  |  |

### 現今在世的前司法院院長
| 姓名   | 任期                          | 出生日期      |
| ------ | ----------------------------- | ------------- |
| 翁岳生 | 1999年2月1日－2007年10月1日   | 1932年7月24日 |
| 賴英照 | 2007年10月1日－2010年7月18日  | 1946年8月24日 |
| 謝在全 | 2010年7月18日－2010年10月13日 | 1944年1月20日 |
| 賴浩敏 | 2010年10月13日－2016年11月1日 | 1939年1月2日  |
| 許宗力 | 2016年11月1日－2024年10月31日 | 1956年2月10日 |

- 最近一位去世的前司法院院長為施啟揚（任期1994年8月18日－1999年1月25日），於2019年5月5日去世，享壽84歲。